# Esti Ginzburg

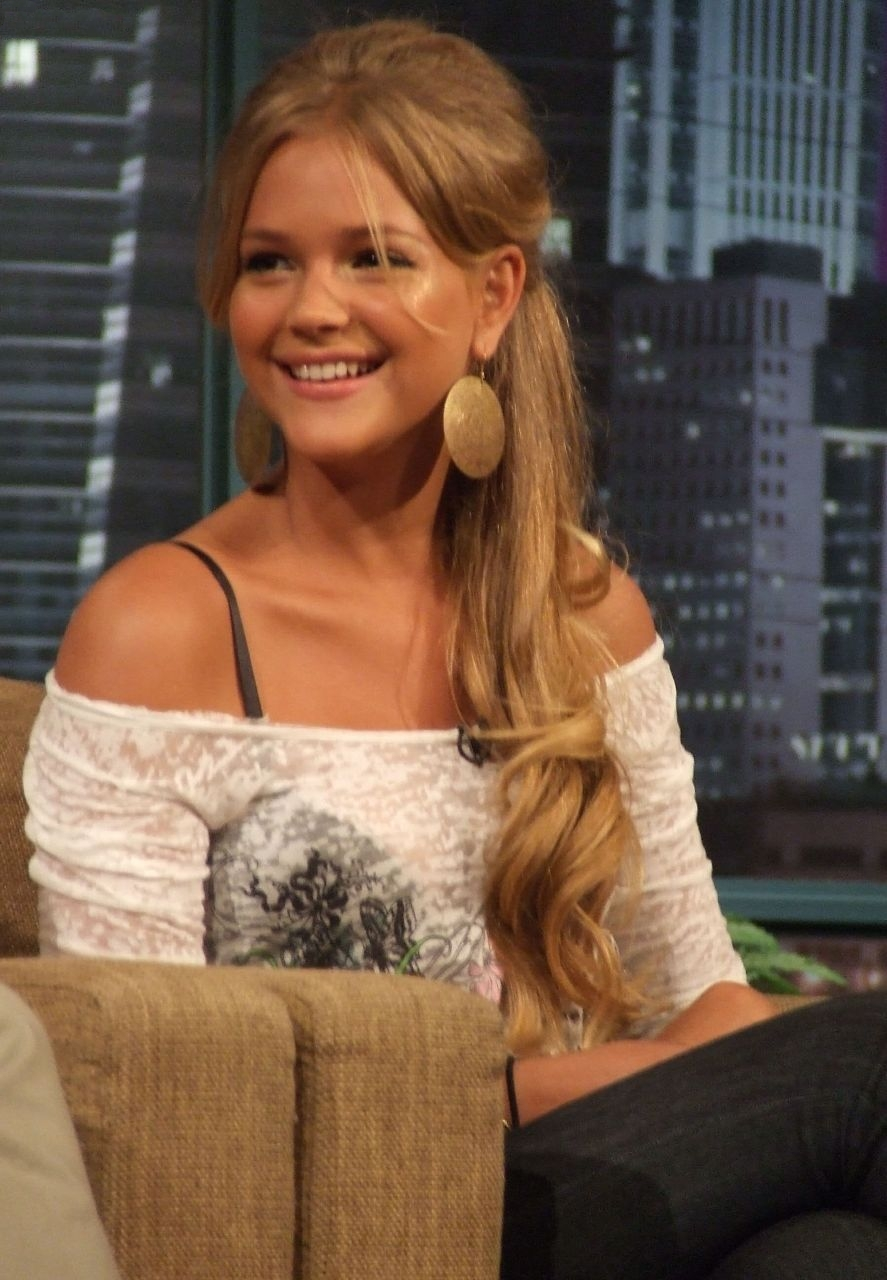
Esti Ginzburg (2007)

Esther Daphna "Esti" Ginzburg-Keizman (hebräisch אסתר דפנה (אסתי) גינזבורג-קייזמן; * 6. März 1990 in Tel Aviv, alternative Schreibweisen Ginsberg, Ginsborg) ist ein israelisches Model und Schauspielerin.

## Leben
Ginzburg wurde in einer jüdischen Familie geboren; ihr Vater, Arieh Ginzburg, ist Architekt und ihr Großvater war an der ursprünglichen Planung und Bau von Zahala Tel Aviv beteiligt. Im Alter von acht Jahren war Ginzburg in einer Milchwerbung zu sehen, im Alter von 14 Jahren unterschrieb sie einen Vertrag bei der Modelagentur Elite Models. 2006 unterzeichnete sie einen Zweijahresvertrag bei der israelischen Firma Fox und wurde im Februar/März 2007 auf dem Cover der französischen Zeitschrift Elle vorgestellt.
Ginzburg modelte auch für Marken wie Tommy Hilfiger, Burberry, FCUK, Pull & Bear und Castro Mode. Als Model ist sie jedoch vor allem für die Sports Illustrated Swimsuit Issue bekannt, in der sie seit 2009 erscheint. 2010 gab sie ihr Schauspieldebüt im Joel-Schumacher-Film Twelve. Am 22. Juli 2009 wurde sie in die israelische Armee (IDF) einberufen.
Seit dem 8. Juni 2012 ist sie mit dem israelischen Immobilien-Unternehmer Adi Keizman verheiratet. Zusammen haben sie zwei Kinder. Nach den vielen Medienberichten in Deutschland und Israel, über die betrügerische Praxis Adi Keizmans, sind sie 2020 nach Los Angeles gezogen. Neben den vielen normalen Miethäusern war Adi Keizman in Deutschland auch zeitweise Besitzer prominenter Gebäude wie das Postfuhramt in Berlin, Yenidze in Dresden, das Ring-Messehaus und  Hotel Astoria in Leipzig. Zuvor war Adi Keizman mit Ofra Strauss verheiratet, mit der er zusammen ein Kind hat.